# 马克·伯纳尔
马克·博纳尔（英語：Mark Bonnar，1968年11月19日—）是一位英國苏格兰电视和广播演员，最知名于在《急诊室》中的表演。
2011年，他在《疯城记》中扮演了探长Finney，在《異世奇人》中扮演了'Jimmy'。